# Trabitz
Trabitz – miejscowość i gmina w Niemczech, w kraju związkowym Bawaria, w rejencji Górny Palatynat, w regionie Oberpfalz-Nord, w powiecie Neustadt an der Waldnaab, wchodzi w skład wspólnoty administracyjnej Pressath. Leży  około 21 km na północny zachód od Neustadt an der Waldnaab, przy linii kolejowej Weiden in der Oberpfalz - Bayreuth.